# Сент-Ентоні (Ньюфаундленд і Лабрадор)
Сент-Ентоні (англ. St. Anthony) — містечко в Канаді, у провінції Ньюфаундленд і Лабрадор.

## Історія
Поселення європейців в цій місцевості сягає початків 16 ст., коли французькі та баскські рибалки почали використовувати добре захищену гавань як тимчасову риболовну базу. Відомо, що Жак Картьє, відвідавши гавань у 1534, повідомив про її назву на честь Св. Антонія. 
До середини 19 ст. в Сент-Ентоні під час перепису було зареєстровано 71 постійного мешканця з 10 родин. На 1874 населення зросло до 110 мешканців, а в 1891 — до 139.
Після того, як видатний лікар і філантроп Вілфред Ґренфелл у 1900 зробив Сент-Ентоні осідком своєї місії, мешканців іще побільшало.
У 1930-1940 збудовано фабрику з переробки риби та льодовню, що стало поштовхом для місцевої економіки.
Сент-Ентоні стало місцем розташування американського військового обладнання, а саме радарної системи раннього попередження англ. «Pinetree Line», яку обслуговувало близько 250 осіб військового персоналу. Станція існувала від 1951 до 1968.
Після різкого зменшення вилову риби головним джерелом економічної активності залишається туризм, який приваблює відвідувачів музеєм і меморіалом Ґренфелла, а також колишніми поселеннями вікінгів у поблизькому селищі Л'Анс-о-Медовз. Популярними є також споглядання китів та айсбергів, які приходять від берегів Ісландії. 

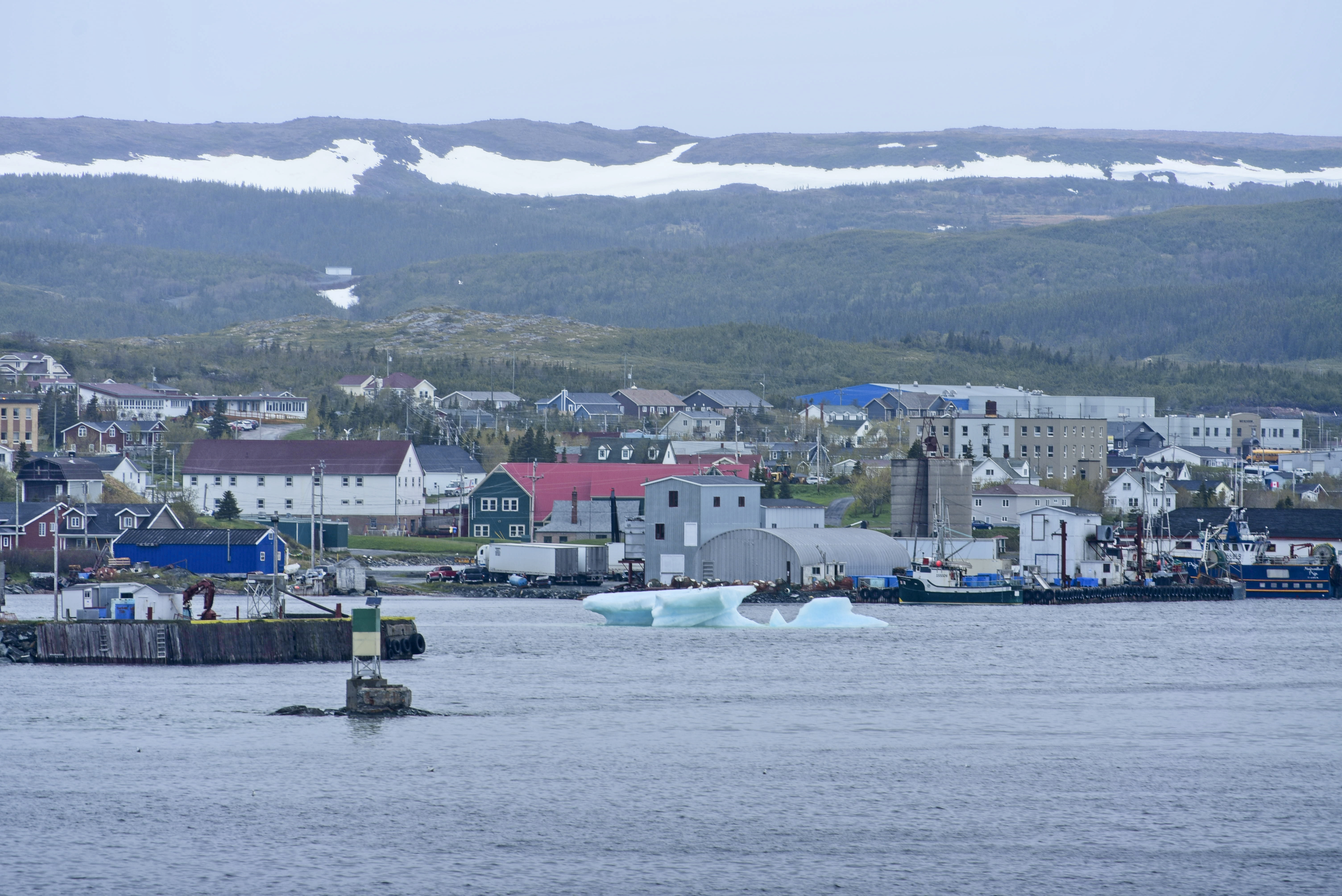
Краєвид Сент-Ентоні в кінці червня. Сніг на навколишніх горбах та айсберги в затоці.

## Населення
За даними перепису 2016 року, містечко нараховувало 2258 осіб, показавши скорочення на 6,6%, порівняно з 2011-м роком. Середня густина населення становила 61 осіб/км².
З офіційних мов обидвома одночасно володіли 45 жителів, тільки англійською — 2 165, а 5 — жодною з них. Усього 45 осіб вважали рідною мовою не одну з офіційних.
Працездатне населення становило 60,3% усього населення, рівень безробіття — 20,5% (31,5% серед чоловіків та 10,7% серед жінок). 93,6% осіб були найманими працівниками, а 4,1% — самозайнятими.
Середній дохід на особу становив $46 970 (медіана $35 328), при цьому для чоловіків — $51 222, а для жінок $43 173 (медіани — $41 446 та $31 347 відповідно).
20,3% мешканців мали закінчену шкільну освіту, не мали закінченої шкільної освіти — 24,9%, 54,5% мали післяшкільну освіту, з яких 24,6% мали диплом бакалавра, або вищий.
| Статево-вікова структура населення | Статево-вікова структура населення | Статево-вікова структура населення | Статево-вікова структура населення | Статево-вікова структура населення |
| ---------------------------------- | ---------------------------------- | ---------------------------------- | ---------------------------------- | ---------------------------------- |
|                                    |                                    |                                    |                                    |                                    |
| Всього                             | Всього                             | 47,6%52,4%                         |                                    |                                    |
| 0 — 14 років                       | 0 — 14 років                       |                                    | 13,7%                              | 13,7%                              |
| 15 — 64 років                      | 15 — 64 років                      |                                    | 62,6%                              | 62,6%                              |
| 65 і більше                        | 65 і більше                        |                                    | 23,7%                              | 23,7%                              |
| 85 і більше                        | 85 і більше                        |                                    | 3,3%                               | 3,3%                               |
| Середній вік (років)               | Середній вік (років)               | 44,947,4                           | 46,2                               | 46,2                               |
| Медіана (років)                    | Медіана (років)                    | 48,049,9                           | 49,0                               | 49,0                               |
| — чоловіки — жінки                 |                                    |                                    |                                    |                                    |

| Походження мешканців:     | Походження мешканців:     | Походження мешканців: | Походження мешканців: | Походження мешканців: |
| ------------------------- | ------------------------- | --------------------- | --------------------- | --------------------- |
| Походження                |                           |                       | осіб                  | %                     |
| Корінні американці        | Корінні американці        |                       | 285                   | 13.23%                |
| Інше північноамериканське | Інше північноамериканське |                       | 1 155                 | 53.6%                 |
| Європейське               | Європейське               |                       | 1 060                 | 49.19%                |
| британське                | британське                |                       | 1 040                 | 48.26%                |
| французьке                | французьке                |                       | 50                    | 2.32%                 |
| Африканське               | Африканське               |                       | 55                    | 2.55%                 |
| Азійське                  | Азійське                  |                       | 40                    | 1.86%                 |

| Зайнятість населення за галузями (за класифікацією NOC): | Зайнятість населення за галузями (за класифікацією NOC): | Зайнятість населення за галузями (за класифікацією NOC): | Зайнятість населення за галузями (за класифікацією NOC): | Зайнятість населення за галузями (за класифікацією NOC): |
| -------------------------------------------------------- | -------------------------------------------------------- | -------------------------------------------------------- | -------------------------------------------------------- | -------------------------------------------------------- |
|                                                          |                                                          |                                                          |                                                          |                                                          |
| Управління                                               | Управління                                               |                                                          | 8,8%                                                     | 8,8%                                                     |
| Бізнес, фінанси та адміністрування                       | Бізнес, фінанси та адміністрування                       |                                                          | 7,9%                                                     | 7,9%                                                     |
| Природничі та прикладні науки                            | Природничі та прикладні науки                            |                                                          | 6%                                                       | 6%                                                       |
| Охорона здоров'я                                         | Охорона здоров'я                                         |                                                          | 14,4%                                                    | 14,4%                                                    |
| Освіта, правозахист, муніципальні та урядові служби      | Освіта, правозахист, муніципальні та урядові служби      |                                                          | 9,8%                                                     | 9,8%                                                     |
| Мистецтво, культура, відпочинок та спорт                 | Мистецтво, культура, відпочинок та спорт                 |                                                          | 0,9%                                                     | 0,9%                                                     |
| Роздрібна торгівля та послуги                            | Роздрібна торгівля та послуги                            |                                                          | 30,2%                                                    | 30,2%                                                    |
| Гуртова торгівля, транспорт та обладнання                | Гуртова торгівля, транспорт та обладнання                |                                                          | 14%                                                      | 14%                                                      |
| Природні ресурси, сільське господарство                  | Природні ресурси, сільське господарство                  |                                                          | 6%                                                       | 6%                                                       |
| Виробництво                                              | Виробництво                                              |                                                          | 1,9%                                                     | 1,9%                                                     |

## Клімат
Середня річна температура становить 1,8°C, середня максимальна – 16,7°C, а середня мінімальна – -15,3°C. Середня річна кількість опадів – 1 253 мм.
| Клімат поселення                              | Клімат поселення | Клімат поселення | Клімат поселення | Клімат поселення | Клімат поселення | Клімат поселення | Клімат поселення | Клімат поселення | Клімат поселення | Клімат поселення | Клімат поселення | Клімат поселення | Клімат поселення |
| Показник                                      | Січ.             | Лют.             | Бер.             | Квіт.            | Трав.            | Черв.            | Лип.             | Серп.            | Вер.             | Жовт.            | Лист.            | Груд.            |                  |
| Середній максимум, °C                         | −5,13            | −4,98            | −0,74            | 4,55             | 9,02             | 14,05            | 16,68            | 16,60            | 13,20            | 7,86             | 2,79             | −3,15            |                  |
| Середня температура, °C                       | −10,21           | −10,07           | −5,81            | −0,54            | 3,95             | 8,98             | 13,46            | 13,38            | 9,98             | 4,64             | −0,43            | −6,38            |                  |
| Середній мінімум, °C                          | −15,3            | −15,13           | −10,9            | −5,62            | −1,14            | 3,89             | 10,24            | 10,17            | 6,77             | 1,43             | −3,67            | −9,6             |                  |
| Норма опадів, мм                              | 110              | 92               | 95               | 84               | 83               | 111              | 101              | 111              | 118              | 113              | 113              | 122              |                  |
| Середньомісячна швидкість вітру, м/с          | 6.59             | 6.45             | 6.40             | 5.94             | 5.39             | 5.20             | 4.85             | 4.95             | 5.60             | 6.03             | 6.38             | 6.81             |                  |
| Середньомісячна сонячна радіація, кДж/м²·день | 3337             | 6357             | 10523            | 14425            | 17260            | 18752            | 18351            | 15118            | 10841            | 6220             | 3457             | 2455             |                  |
| --------------------------------------------- | ---------------- | ---------------- | ---------------- | ---------------- | ---------------- | ---------------- | ---------------- | ---------------- | ---------------- | ---------------- | ---------------- | ---------------- | ---------------- |
| Джерело:                                      |                  |                  |                  |                  |                  |                  |                  |                  |                  |                  |                  |                  |                  |